# アーサー・スチュワート・レスリー・ヤング
アーサー・スチュワート・レスリー・ヤング(英:Arthur Stewart Leslie Young、1889年 - 1950年)は、イギリスの政治家。統一党所属で庶民院議員を務めた。
彼は1935年から1945年まで、グラスゴー・パーティックに属しており、1945年から1950年まではグラスゴー・スコッツタウンに属した。
1940年から1945年までの第1次チャーチル内閣及び1945年の第1次チャーチル改造内閣に所属した。